# 174567 Варда
174567 Варда, тимчасове позначення 2003 MW12 — подвійний транснептуновий об'єкт. Супутник Ільмаре був виявлений у 2009 році. 
За розрахунками Майкла Брауна, об'єкт має стандартну зоряну величину 3,5 та розрахунковий діаметр близько 700—800 км, тож це кандидат у карликові планети. Однак Гранді стверджує, що такі об'єкти, як Варда, які мають розмір 400—1000 км з альбедо менше ≈0,2 та густиною ≈1,2 г/см3 чи менше, ймовірно, ніколи не стискаються в цілком тверді тіла, не кажучи вже про їх гравітаційну диференціацію, і тому малоймовірно, що це карликові планети.

## Відкриття та орбіта

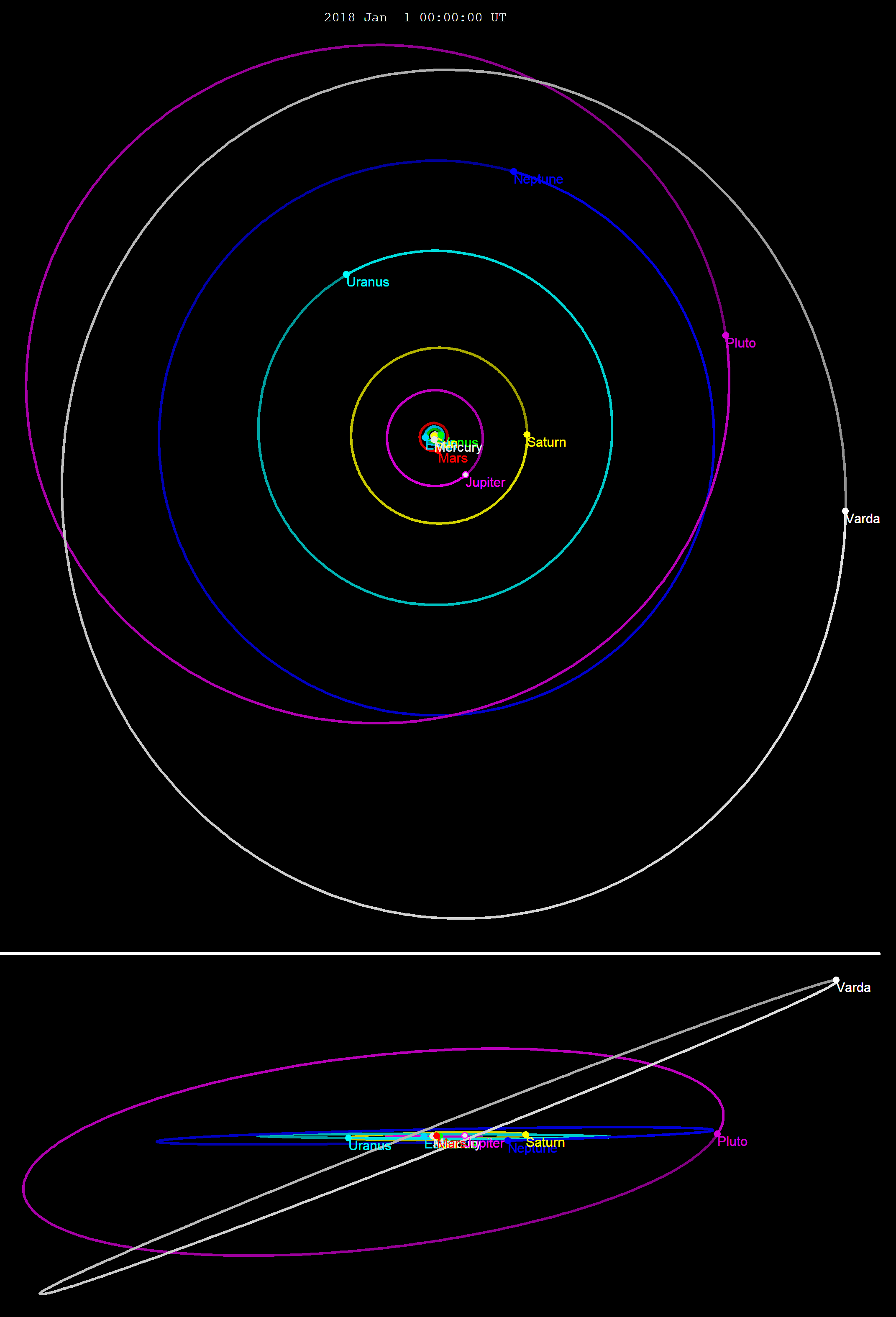
Полярний та екліптичний вигляд орбіти Варди.

Варду виявив у березні 2006 року Джефрі А. Ларсен за допомогою телескопа Spacewatch в рамках проєкту Військово-морської академії Сполучених Штатів Тризуба, використовуючи зображення, датовані 21 червня 2003 року.
Об'єкт обертається навколо Сонця на відстані 39,6—52,5 а. о. з періодом 312 років і 6 місяців (114 129 діб; велика піввісь 46,05 а. о.). Його орбіта має ексцентриситет 0,14 і нахил 21° до екліптики і буде в перигелії в листопаді 2096 року. Його спостерігали 68 разів протягом 14 протистоянь. 

## Назва
Назва Варди та її супутника були оголошені 16 січня 2014 року. У легендаріумі Дж. Р. Р. Толкіна: Варда — одна з восьми піднесених Валар, найшанованіша богиня ельфів Середзем'я. Її називали «Королевою зір» або «Та, що творить зорі». Ільмаре — маяр зі свити Варди, її вірна помічниця.

## Супутник
Варда має щонайменше один супутник, Ільмаре [ˈɪlməriː] (наголос на перший склад), або Варда I, який був виявлений у 2009 році. Має приблизно 350 км у діаметрі (приблизно 50 % від Варди), що становить 8 % маси системи об'єкта, або 2×1019 кг, якщо вважати, що його густина й альбедо такі ж, як у Варди. Ільмаре має велику піввісь 4809 ± 39 км (близько 12 радіусів Варди) та орбітальний період 5,75 дня. 

## Фізичні властивості
Виходячи з видимої яскравості та припущеного альбедо, орієнтовний розмір системи Варда — Ільмаре становить 792+91
−84 км, розмір основного тіла оцінюється в 705+81
−75 км. Загальна маса подвійної системи становить приблизно 2,66 × 1020 кг. Густина як головного тіла, так і супутника оцінюється приблизно в 1,24 г/см3, виходячи з припущення, що вони мають однакову густину.
10 вересня 2018 року спостерігалося покриття Вардою зорі і діаметр Варди було уточнено — він виявився рівним 790±15 км. 
Поверхні як основного тіла, так і супутника виглядають червоними у видимій та ближній інфрачервоній частинах спектра (спектральний клас IR), Ільмаре трохи червоніший, ніж Варда. Спектр системи не показує поглинання води, але свідчить про метаноловий лід. Період обертання Варди оцінюється в 5,61 години.